# Nålblomfluga
Nålblomfluga (Baccha elongata) är en fluga i familjen blomflugor. Den är 7 till 11 millimeter lång. Dess utbredningsområde är grovt sett hela det norra halvklotets tempererade zon. I Norden är den vanlig överallt utom allra längst i norr och i de allra högsta bergstrakterna.
Arten förekommer i nästan hela Europa med undantag av Island. Den lever även i Nordamerika och troligtvis i norra Ryssland. Habitatet varierar mellan barrskogar, lövskogar, buskskogar och utakanter av samhällen. Fortplantningen sker mellan april och juni samt mellan senare juli och oktober. Vuxna djur besöker blommor av korgblommiga växter, rosväxter, flockblommiga växter och murgrönsläktet. Larverna äter mikroorganismer som lever på bladlöss.
För beståndet är inga hot kända. Hela populationen bedöms som stor. IUCN listar arten som livskraftig (LC).